# Глизер, Юдифь Самойловна
Юдифь Самойловна Глизер (10 февраля 1904, Рогачево, Киевская губерния — 27 марта 1968, Москва) — советская актриса театра и кино. Народная артистка РСФСР (1954).

## Биография

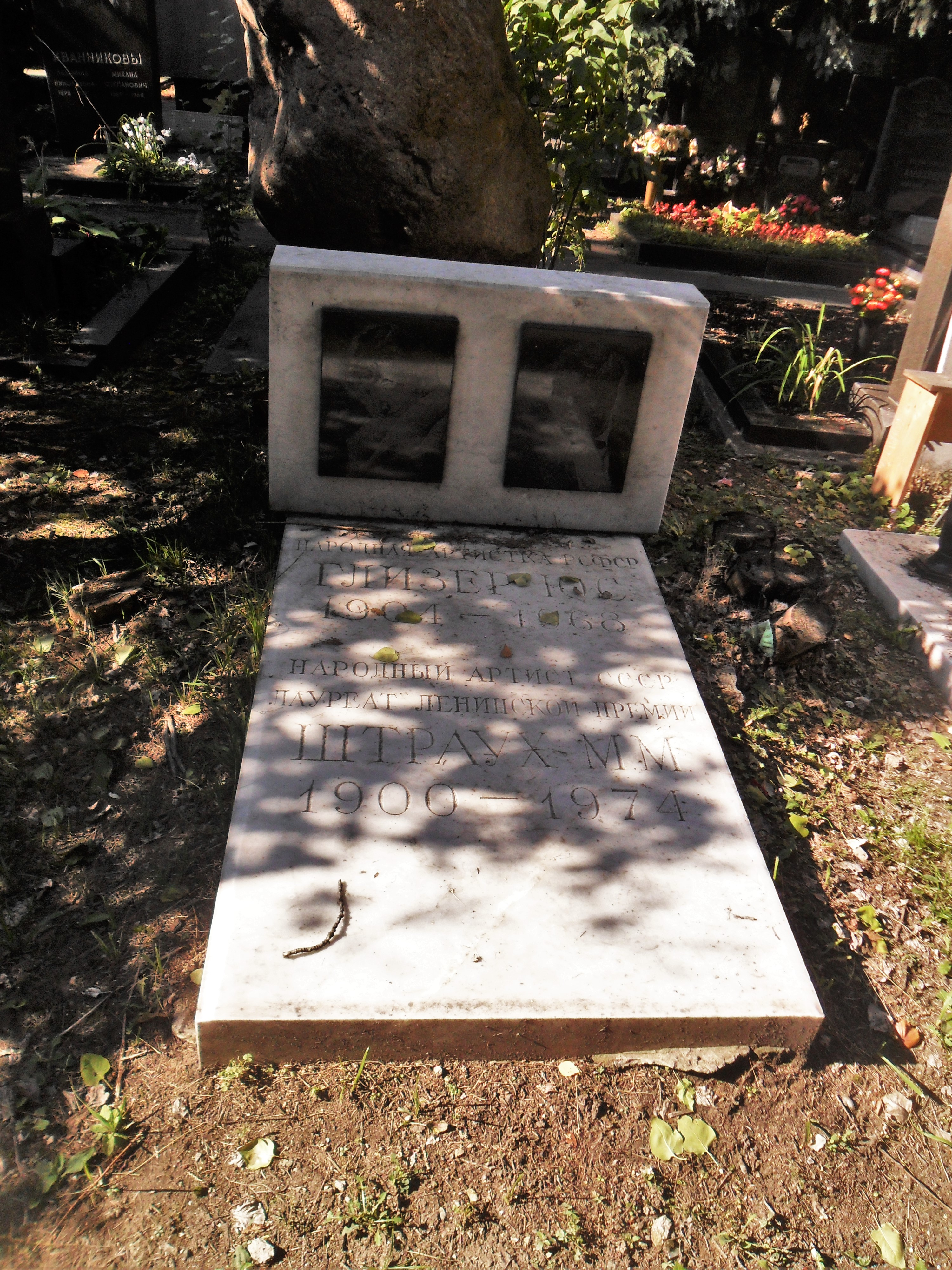
Могила Глизер и Штрауха на Новодевичьем кладбище Москвы.

Юдифь Глизер родилась в Киевской губернии, в 1917 году приехала в Москву. Училась в студии 1-го Рабочего театра Пролеткульта, в 1921 году дебютировала на сцене этого театра в спектакле «Мексиканец» по Дж. Лондону. В 1928 году перешла в Театр Революции (с 1954 года — Театр им. В. Маяковского). Среди лучших ролей Глизер — Цезарина в «Искусстве карьеры» Э. Скриба (1936), королева Елизавета в «Марии Стюарт» Ф. Шиллера (1940), Констанция в спектакле по пьесе Л. Леонова «Обыкновенный человек» (1945), мамаша Кураж в пьесе Б. Брехта «Мамаша Кураж и её дети» (1960). Как режиссёр участвовала в постановке спектаклей «Искусство карьеры» и «Последние» М. Горького (1937).

### Личная жизнь
Первая жена актёра Максима Штрауха. Похоронена вместе с ним на Новодевичьем кладбище в Москве.

## Творчество

### Работы в театре
Театр Пролеткульта
- 1921 — «Мексиканец» по Дж. Лондону — Танцовщица
- 1921 — «Зори Пролеткульта» — Декадентка
- 1927 — «Власть» — Агриппина Скобло[4]

Театр Революции (Театр им. В. Маяковского)

Ю. С. Глизер в роли королевы Елизаветы

- 1929 — «Глафира» А. Г. Глебова. Постановка М. Терешковича — Инга
- 1929 — «Человек с портфелем» А. Файко. Постановка А. Д. Дикого — Марья Панфиловна (ввод)
- 1929 — «Когда поют петухи» Ю. Юрьина. Постановка М. Терешковича и К. Зубова — Грета
- 1932 — «Улица радости» Н. Зархи. Постановка И. Шлепянова — Кикси
- 1933 — «На Западе бой» Вс. Вишневского. Постановка И. Шлепянова — Рахиль
- 1936 — «Лестница славы» («Искусство карьеры») пьеса Э. Скриба. Постановка М. Штрауха — Цезарина
- 1940 — «Мария Стюарт» Ф. Шиллера. Постановка С. Майорова — Королева Елизавета
- 1945 — «Обыкновенный человек» Л. Леонова. Постановка Ф. Каверина — Констанция Львовна
- 1946 — «Круг» С. Моэма. Постановка Ф. Каверина — Китти
- 1949 — «Леди и джентльмены» Л. Хелман. Постановка Е. Зотовой — Лавиния
- 1949 — «Сампаны Голубой реки» В. Пушкова. Постановка Н. Охлопкова — Ляо Ша
- 1953 — «Гроза» А. Островского. Постановка Н. Охлопкова — Кабаниха
- 1953 — «Персональное дело» А. Штейна. Постановка Н. Охлопкова — Колокольникова
- 1956 — «Аристократы» Н. Погодина. Постановка Н. Охлопков — Дама Нюрка
- 1959 — «День остановить нельзя» А. Спешнева — Инженер Иванова
- 1960 — «Мамаша Кураж и её дети» Б. Брехта. Постановка М. Штрауха — Мамаша Кураж
- 1961 — «Фауст и смерть» А. Левады. Постановка В. Дудина — Мать
- 1964 — «Между ливнями» А. Штейна. Постановка Н. Охлопкова — Баронесса фон Рилькен[5].

### Фильмография
- 1924 — Стачка С. Эйзенштейна
- 1933 — Дезертир В. Пудовкина — Марчелла
- 1934 — Восстание рыбаков Э. Пискатора — Анна Кенедек
- 1950 — У них есть Родина А. Файнциммера — Журналистка Додж

### Озвучивание мультфильмов
- 1957 — Снежная королева — Старая разбойница; Лапландка